# Hemigrammus ulreyi
Hemigrammus ulreyi és una espècie de peix d'aigua dolça de la família dels caràcids i de l'ordre dels caraciformes, de la conca del riu Paraguai a Sud-amèrica.
Els adults poden assolir 4,4cm de llargària. a àrees de clima tropical entre 23 °C i 27 °C de temperatura.